# Latarnia morska Akmeņrags
Latarnia morska Akmeņrags – latarnia morska w okręgu lipawskim na Łotwie. Stoi na przylądku o tej samej nazwie.
Latarnia została wybudowana w 1884 r. Działała do I wojny światowej, kiedy to została całkowicie zniszczona. W 1918 r. przystąpiono do jej odbudowy, którą ukończono w 1921 r. Materiały budowlane wyprodukowano w Lipawie, a następnie przetransportowano je na przylądek drogą wodną. Latarnia ma 38 metrów wysokości i 2,5 metra średnicy. Posiada trzy soczewki wirujące wyprodukowane przez szwedzką firmę AGA. Zostały one zainstalowane na wysokości 37,5 metra w 1922 r. Latarnia jest udostępniona do zwiedzania za opłatą.